# Achudemia
Achudemia, biljni rod u porodici koprivovki, ponekad tretiran kao sekcija roda Pilea. U njega se ukjljučuju najmanje dvije vrste s Ruskog dalekog istoka, Japana, jugoistočne Kine, poluotoka Koreje i Jave.

## Vrste
1. Achudemia japonica Maxim.
2. Achudemia javanica Blume